# Diocesi di São João del Rei
La diocesi di São João del Rei (in latino: Dioecesis Sancti Ioannis a Rege) è una sede della Chiesa cattolica in Brasile suffraganea dell'arcidiocesi di Juiz de Fora. Nel 2022 contava 530.000 battezzati su 623.000 abitanti. È retta dal vescovo José Eudes Campos do Nascimento.

## Territorio
La diocesi comprende 25 comuni nella parte meridionale dello stato brasiliano di Minas Gerais: São João del-Rei, Andrelândia, Barroso, Carrancas, Conceição da Barra de Minas, Coronel Xavier Chaves, Dores de Campos, Ibituruna, Ijaci, Ingaí, Itumirim, Itutinga, Lagoa Dourada, Lavras, Luminárias, Madre de Deus de Minas, Minduri, Nazareno, Piedade do Rio Grande, Prados, Resende Costa, Ritápolis, Santa Cruz de Minas, São Vicente de Minas e Tiradentes.
Sede vescovile è la città di São João del-Rei, dove si trova la cattedrale di Nostra Signora del Pilar.
Il territorio si estende su una superficie di 9.503 km² ed è suddiviso in 42 parrocchie, raggruppate in 6 foranie: Nossa Senhora do Porto da Eterna Salvação, Sant'Ana, Nossa Senhora da Conceição, Nossa Senhora do Pilar, Nossa Senhora de Nazaré, Senhor Bom Jesus do Matosinhos.

## Storia
La diocesi è stata eretta il 21 maggio 1960 con la bolla Quandoquidem novae di papa Giovanni XXIII, ricavandone il territorio dalle diocesi di Juiz de Fora (oggi arcidiocesi) e Campanha e dall'arcidiocesi di Mariana, di cui originariamente era suffraganea.
Il 14 aprile 1962 è entrata a far parte della provincia ecclesiastica dell'arcidiocesi di Juiz de Fora.
Il 28 ottobre 1964, con la lettera apostolica Conditam paucis, papa Paolo VI ha proclamato San Giovanni Battista e la Beata Maria Vergine del Pilar patroni principali della diocesi.

## Cronotassi dei vescovi
Si omettono i periodi di sede vacante non superiori ai 2 anni o non storicamente accertati.
- Delfim Ribeiro Guedes † (23 luglio 1960 - 7 dicembre 1983 dimesso)
- Antônio Carlos Mesquita † (16 dicembre 1983 - 26 giugno 1996 dimesso)
- Waldemar Chaves de Araújo (26 giugno 1996 - 26 maggio 2010 ritirato)
- Célio de Oliveira Goulart, O.F.M. † (26 maggio 2010 - 19 gennaio 2018 deceduto)
- José Eudes Campos do Nascimento, dal 12 dicembre 2018

## Statistiche
La diocesi nel 2022 su una popolazione di 623.000 persone contava 530.000 battezzati, corrispondenti all'85,1% del totale.
| anno | popolazione | popolazione | popolazione | presbiteri | presbiteri | presbiteri | presbiteri                | diaconi | religiosi | religiosi | parrocchie |
| anno | battezzati  | totale      | %           | numero     | secolari   | regolari   | battezzati per presbitero | diaconi | uomini    | donne     | parrocchie |
| ---- | ----------- | ----------- | ----------- | ---------- | ---------- | ---------- | ------------------------- | ------- | --------- | --------- | ---------- |
| 1966 | 190.000     | 200.730     | 94,7        | 83         | 34         | 49         | 2.289                     |         | 127       | 138       | 28         |
| 1970 | 207.504     | 220.000     | 94,3        | 114        | 34         | 80         | 1.820                     |         | 147       | 123       | 30         |
| 1976 | 237.300     | 238.650     | 99,4        | 66         | 33         | 33         | 3.595                     |         | 78        | 140       | 30         |
| 1980 | 326.293     | 350.220     | 93,2        | 57         | 30         | 27         | 5.724                     |         | 52        | 115       | 33         |
| 1990 | 411.000     | 433.000     | 94,9        | 66         | 42         | 24         | 6.227                     |         | 40        | 110       | 32         |
| 1999 | 449.000     | 499.000     | 90,0        | 63         | 40         | 23         | 7.126                     |         | 23        | 95        | 31         |
| 2000 | 405.000     | 450.000     | 90,0        | 62         | 39         | 23         | 6.532                     |         | 40        | 95        | 36         |
| 2001 | 405.000     | 450.000     | 90,0        | 62         | 39         | 23         | 6.532                     |         | 60        | 95        | 36         |
| 2002 | 468.000     | 520.000     | 90,0        | 58         | 43         | 15         | 8.068                     |         | 16        | 50        | 37         |
| 2003 | 468.000     | 520.000     | 90,0        | 58         | 43         | 15         | 8.068                     |         | 34        | 50        | 37         |
| 2004 | 468.000     | 520.000     | 90,0        | 78         | 45         | 33         | 6.000                     |         | 48        | 48        | 38         |
| 2010 | 475.000     | 557.000     | 85,3        | 70         | 48         | 22         | 6.785                     |         | 55        | 55        | 40         |
| 2014 | 498.000     | 585.000     | 85,1        | 70         | 50         | 20         | 7.114                     | 1       | 53        | 54        | 40         |
| 2017 | 510.370     | 599.940     | 85,1        | 70         | 46         | 24         | 7.291                     | 2       | 56        | 50        | 40         |
| 2020 | 522.300     | 614.000     | 85,1        | 77         | 58         | 19         | 6.783                     | 2       | 67        | 48        | 42         |
| 2022 | 530.000     | 623.000     | 85,1        | 76         | 56         | 20         | 6.973                     | 2       | 67        | 48        | 42         |